# Valeriano López
Valeriano López Mendiola (Casma, Áncash, 4 de mayo de 1926 - Callao, Callao, 16 de abril de 1995) fue un futbolista peruano, uno de los más notables en la historia del fútbol peruano y el máximo ídolo del club Sport Boys. Fue también un jugador histórico del club Deportivo Cali, del cual es considerado su primer gran ídolo. Es el máximo goleador histórico del Campeonato Panamericano de Fútbol.
Con el sobrenombre de Tanque de Casma, fue un reconocido delantero sudamericano de los años cincuenta. Se destacó por su gran fuerza e ímpetu, potente y certero remate de cabeza, y excelentes jugadas de definición. 
Prolífico goleador, es el futbolista con mejor promedio de gol (1,04) en la era profesional del fútbol sudamericano. Según la IFFHS, anotó 207 goles en 199 partidos oficiales en torneos de primera división. De esta manera, es, junto con el brasileño Arthur Friedenreich y el argentino Bernabé Ferreyra, uno de los únicos tres futbolistas latinoamericanos que anotaron más goles que partidos jugados. Es considerado por muchos expertos e historiadores uno de los mejores cabeceadores de la historia del fútbol.

## Biografía
Nació en la ciudad puerto de Casma (actual departamento de Áncash) el 4 de mayo de 1926, y en 1946 se mudó hacia el puerto del Callao. Sus padres fueron Valeriano López y Rafaela Mendiola.
El domingo 27 de enero de 1946, fue descubierto por el entonces presidente del equipo rosado del Callao, José Arrué Burga, luego de un partido amistoso entre la selección de Huacho y el Centro Iqueño que terminó 4-3 a favor de los albos de Lima. Valeriano jugaba por esa época en el Firestone de Huacho (su 2.º equipo) y ese año 1946 recala en Sport Boys (que jugó de fondo con el Santiago Barranco) donde sería uno de sus ídolos. 
Los cronistas de su época también lo llamaban la Sombra de los Goleros y a la vez destacaban su poderoso salto y golpes de cabeza. Falleció el 16 de abril del año 1995 a los 68 años en el Hospital Daniel Alcides Carrión del Callao. Estuvo casado con Doña Leyda Núñez Martínez.

## Trayectoria

### Clubes
Valeriano López anotó 150 goles en 137 partidos en la liga peruana de fútbol. En Colombia anotó cuarenta y siete goles en cuarenta y cuatro partidos, por lo que fue el primer gran goleador peruano en canchas extranjeras.
En su época los torneos nacionales eran cortos (dieciocho fechas), por ello Valeriano López jugó una gran cantidad de torneos y partidos no oficiales donde anotó muchísimos goles, que de contabilizarse su récord sería más impresionante. 
Para los entendidos de no haber sido por su conducta díscola, de esas que no pueden ser orientadas por ningún preceptor y su apego al alcohol, el extraordinario nivel mostrado en los primeros años de carrera se hubiera prolongado y Valeriano López habría alcanzado el pináculo de la gloria.
El Tanque de Casma, Valeriano López, es, con Teófilo Cubillas y Teodoro Fernández, uno de los tres grandes goleadores en la historia del fútbol peruano. Es también, junto con Alberto Terry, uno de los máximos exponentes del fútbol peruano de su generación (finales de los años cuarenta y los años cincuenta). Época en donde destacaron también Roberto Drago, Guillermo Delgado, Félix Castillo, «Vides» Mosquera y otros.
Sport Boys
En 1946, 1947 y 1948, se corona consecutivamente como goleador del torneo, logrando en las 3 temporadas 62 anotaciones en 53 partidos. Sin embargo, en 1949, es castigado a perpetuidad para la práctica del fútbol por escaparse de la concentración de la selección peruana días antes del sudamericano de 1949.
Deportivo Cali
Emigra a Colombia en la época del Dorado, donde estaban los mejores futbolistas de América como Alfredo Di Stéfano y Adolfo Pedernera. Jugó en el Deportivo Cali junto con varias otras figuras peruanas, logrando el subcampeonato en 1949 y el tercer puesto en 1950. El 21 de mayo de 1950, fue protagonista con el Deportivo Cali de propinarle la peor derrota al Millonarios, el gran equipo azul en la época del Dorado y su primera gran goleada en el torneo colombiano con una actuación brillante de Valeriano López, que anotó 3 goles, fue un 6-1 contundente. En las dos temporadas que jugó, anotó cuarenta y tres goles en treinta y seis partidos, convirtiéndose en ídolo del club Deportivo Cali y de la afición colombiana. 
Pretendido por el Real Madrid
Cuando jugaba en el Deportivo Cali, el presidente del Real Madrid, Santiago Bernabéu, viajó para lograr fichar al Tanque de Casma. Quien, sin embargo, desechó la oferta debido a que «no deseaba estar tan lejos de su familia». Bernabéu, para no haber hecho el viaje en vano, decidió contratar al argentino Alfredo Di Stéfano, quien estaba en el club Millonarios de Bogotá. Luego de un tiempo, el presidente del Madrid confesaría:

Fui por Valeriano, porque jamás vi un cabeceador tan extraordinario. Pero retorné con Alfredo. Y no me quejo... porque me dio cinco Copas de Europa.
Santiago Bernabéu

Primer retorno a Sport Boys
En 1951 la sanción le es levantada y regresa al Perú para jugar en el Sport Boys logrando el hasta hoy insuperado récord de treinta y un goles en dieciséis partidos. Ese año jugó la final del campeonato peruano enfrentando al Deportivo Municipal. En 1950 también se habían enfrentado, y el Municipal se llevó el título. Pero, esta vez, el Sport Boys se cobró la revancha, logrando un triunfo de tres tantos contra dos. Los tres tantos fueron marcados por Valeriano López. A partir de entonces, su carácter indisciplinado y vida desordenada contribuyeron a que fuera disminuyendo su nivel futbolístico progresivamente.
Huracán
En 1953, Valeriano jugó en Huracán, de Argentina, donde su indisciplina y una lesión no le permitieron mostrar su capacidad. Solo jugó dieciocho partidos y anotó diez goles.
Alianza Lima
Luego, regresó al Perú para jugar por Alianza Lima por tres temporadas (54, 55 y 56), aportando con goles y logrando el bicampeonato de 1954 y 1955. Fue determinante en la final jugada frente a Universitario, anotando el gol del triunfo del campeonato de 1955.
Mariscal Castilla
En 1957 tuvo una temporada por el club Mariscal Castilla en la Segunda División del Perú.
Retorno a Alianza Lima
Retorna al Alianza Lima para las temporadas 1958 y 1959. 
Segundo retorno a Sport Boys
En 1960 Valeriano regresó al Sport Boys, equipo en el que anunció su retiro tentativo enfrentando a Universitario de Deportes marcando un gol.
Retorno a Deportivo Cali y retiro deportivo
En 1961 regresa brevemente al Deportivo Cali. Luego de anotar cuatro goles en ocho partidos, es separado del club por indisciplina, retirándose definitivamente.

### Selección nacional
Ganó la medalla de oro en los Juegos Bolivarianos de 1947 que se jugaron en Lima. Además en los Panamericanos de Fútbol 1952, anotó en un partido 5 goles de cabeza a Panamá en la victoria de 7 a 1. Asimismo, contribuyó con 2 goles para vencer a México por 3 a 0. En aquel torneo, Perú alcanzó el cuarto lugar.

## Estadísticas
Jugó 205 partidos y anotó 214 goles, por lo que es uno de los 15 futbolistas en el mundo que anotaron más de 1 gol por partido jugado en la historia de los torneos de primera división ocupando el decimoprimer lugar de los mejores promedios del mundo, el segundo lugar a nivel de América y el primer lugar a nivel del Perú.

### Clubes
| Equipo            | Temporadas | Partidos | Goles | Promedio |
| ----------------- | ---------- | -------- | ----- | -------- |
| Sport Boys        | 1946       | 19       | 22    | 1.16     |
| Sport Boys        | 1947       | 17       | 20    | 1.18     |
| Sport Boys        | 1948       | 17       | 20    | 1.18     |
| Deportivo Cali    | 1949-1951  | 36       | 43    | 1.19     |
| Sport Boys        | 1951       | 17       | 31    | 1.94     |
| Huracán           | 1952-1953  | 18       | 10    | 0.56     |
| Alianza Lima      | 1954-1956  | 40       | 37    | 0.93     |
| Mariscal Castilla | 1957       | 5        | 4     | 0.80     |
| Alianza Lima      | 1958-1959  | 18       | 13    | 0.72     |
| Sport Boys        | 1960       | 11       | 10    | 0.91     |
| Deportivo Cali    | 1961       | 8        | 4     | 0.50     |
| Total             | 1946-1961  | 206      | 214   | 1.04     |

### Selección nacional
Juegos Bolivarianos
| Copa                     | Sede | Resultado    | PJ | Goles |
| ------------------------ | ---- | ------------ | -- | ----- |
| Juegos Bolivarianos 1947 | Perú | Primer Lugar | ¿? | ¿?    |

Copa América
| Copa                         | Sede    | Resultado    | PJ | Goles |
| ---------------------------- | ------- | ------------ | -- | ----- |
| Campeonato Sudamericano 1947 | Ecuador | Quinto Lugar | 6  | 2     |
| Campeonato Sudamericano 1957 | Perú    | Cuarto lugar | 2  | 0     |

Panamericano
| Torneo                       | Sede  | Resultado    | PJ | Goles |
| ---------------------------- | ----- | ------------ | -- | ----- |
| Campeonato Panamericano 1952 | Chile | Cuarto lugar | 5  | 7     |

### Resumen estadístico
|                       | Partidos | Goles | Promedio |
| --------------------- | -------- | ----- | -------- |
| Primera División      | 199      | 247   | 1,39     |
| Segunda División      | 11       | 21    | 1,83     |
| Copas nacionales      | 10       | 15    | 1,46     |
| Copas internacionales | 8        | 14    | 1,85     |
| Selección peruana     | 19       | 13    | 0,75     |
| Total                 | 252      | 310   | 1,47     |

## Palmarés

### Campeonatos nacionales
| Título                    | Club         | País | Año  | PJ | GF |
| ------------------------- | ------------ | ---- | ---- | -- | -- |
| Primera División del Perú | Sport Boys   | Perú | 1951 | 16 | 31 |
| Primera División del Perú | Alianza Lima | Perú | 1954 | 3  | 0  |
| Primera División del Perú | Alianza Lima | Perú | 1955 | 17 | 11 |

### Campeonatos internacionales
| Título              | Club              | País | Año  |
| ------------------- | ----------------- | ---- | ---- |
| Juegos Bolivarianos | Selección Peruana | Perú | 1947 |

### Distinciones individuales
| Distinción                                                           | Año  |
| -------------------------------------------------------------------- | ---- |
| Máximo goleador de la Primera División del Perú                      | 1946 |
| Máximo goleador de la Primera División del Perú                      | 1947 |
| Máximo goleador de los Juegos Bolivarianos                           | 1947 |
| Máximo goleador de la Primera División del Perú                      | 1948 |
| Máximo goleador de la Primera División del Perú                      | 1951 |
| Máximo goleador del fútbol sudamericano                              | 1951 |
| Mejor jugador de la Primera División del Perú                        | 1951 |
| Máximo goleador de los Campeonato Panamericano                       | 1952 |
| Máximo ídolo y goleador histórico del club Sport Boys                | 2006 |
| Nombrado entre los diez extranjeros históricos del fútbol colombiano | 2008 |

## Récords
- Jugador con mejor promedio de gol (1,04) en la era profesional del fútbol sudamericano (207 goles en 199 partidos oficiales de primera división). IFFHS, 2006 .
- Jugador con mejor promedio de gol (1,72) en un torneo de liga peruana (1951).
- Jugador con el 2.º mejor promedio de gol (1,72) en un torneo de liga en la historia del fútbol profesional sudamericano.
- Jugador que más goles de cabeza convirtió en un partido oficial con la selección peruana (cinco goles).
- 2.º futbolista peruano más goleador en la historia de los torneos de primera división (IFFHS, 2006).
- Único jugador en la historia de la liga colombiana de primera división que anotó en doce partidos consecutivos, alcanzando veintitrés goles.

## Homenajes
En su ciudad natal de Casma, hay un estadio que lleva el nombre en su honor: Estadio Municipal Valeriano López Mendiola

## Valeriano y la poesía
/¿Qué torbellino de ébano es ese que avanza arrollador con un turbante de goles en la cabeza? /No hay muro que le salga al frente / demoliendo barreras,/ cañoneando con la cabeza,/
hombre gol de rutilante casco, /el 'Tanque de Casma' Valeriano López,/y -su compadre Barbadillo-/carnales de césped y de la cebada /bebiéndose todo el rocío de los prados/ ¿dónde iremos a 'buscallos'?
Arturo Corcuera